# KLF11
KLF11 (англ. Kruppel like factor 11) – білок, який кодується однойменним геном, розташованим у людей на короткому плечі 2-ї хромосоми.  Довжина поліпептидного ланцюга білка становить 512 амінокислот, а молекулярна маса — 55 139.
| 10         |  | 20         |  | 30         |  | 40         |  | 50         |
| ---------- |  | ---------- |  | ---------- |  | ---------- |  | ---------- |
| MHTPDFAGPD |  | DARAVDIMDI |  | CESILERKRH |  | DSERSTCSIL |  | EQTDMEAVEA |
| LVCMSSWGQR |  | SQKGDLLRIR |  | PLTPVSDSGD |  | VTTTVHMDAA |  | TPELPKDFHS |
| LSTLCITPPQ |  | SPDLVEPSTR |  | TPVSPQVTDS |  | KACTATDVLQ |  | SSAVVARALS |
| GGAERGLLGL |  | EPVPSSPCRA |  | KGTSVIRHTG |  | ESPAACFPTI |  | QTPDCRLSDS |
| REGEEQLLGH |  | FETLQDTHLT |  | DSLLSTNLVS |  | CQPCLHKSGG |  | LLLTDKGQQA |
| GWPGAVQTCS |  | PKNYENDLPR |  | KTTPLISVSV |  | PAPPVLCQMI |  | PVTGQSSMLP |
| AFLKPPPQLS |  | VGTVRPILAQ |  | AAPAPQPVFV |  | GPAVPQGAVM |  | LVLPQGALPP |
| PAPCAANVMA |  | AGNTKLLPLA |  | PAPVFITSSQ |  | NCVPQVDFSR |  | RRNYVCSFPG |
| CRKTYFKSSH |  | LKAHLRTHTG |  | EKPFNCSWDG |  | CDKKFARSDE |  | LSRHRRTHTG |
| EKKFVCPVCD |  | RRFMRSDHLT |  | KHARRHMTTK |  | KIPGWQAEVG |  | KLNRIASAES |
| PGSPLVSMPA |  | SA         |  |            |  |            |  |            |

A: Аланін

C: Цистеїн

D: Аспарагінова кислота

E: Глутамінова кислота

F: Фенілаланін

G: Гліцин

H: Гістидин

I: Ізолейцин

K: Лізин

L: Лейцин

M: Метіонін

N: Аспарагін

P: Пролін

Q: Глутамін

R: Аргінін

S: Серин

T: Треонін

V: Валін

W: Триптофан

Кодований геном білок за функціями належить до репресорів, активаторів, фосфопротеїнів. 
Задіяний у таких біологічних процесах як апоптоз, транскрипція, регуляція транскрипції, поліморфізм, альтернативний сплайсинг. 
Білок має сайт для зв'язування з іонами металів, іоном цинку, ДНК. 
Локалізований у ядрі.